# Maurice De Muer
Maurice De Muer (Potigny, 4 oktober 1921 – Seillans, 4 maart 2012 ) was een Frans wielrenner en ploegleider. Hij was beroepsrenner van 1943 tot 1951 voor Peugeot-Dunlop. Hij won de GP Fourmies in 1941 en Parijs-Camembert in 1944. Hij was tweede na Fermo Camellini in de eindstand van Parijs-Nice 1946.
Vanaf 1960 was hij ploegleider, en leidde de Pelforth-ploeg (1960-1968, met onder meer Jan Janssen), Bic (1969-1974, met onder meer Luis Ocaña) en de Peugeot-wielerploeg (1976-1982, met onder meer Hennie Kuiper en Bernard Thévenet).

## Resultaten in voornaamste wedstrijden
| Jaar | Ronde van Italië | Ronde van Frankrijk | Ronde van Spanje |
| ---- | ---------------- | ------------------- | ---------------- |
| 1945 |                  |                     |                  |
| 1946 |                  |                     |                  |
| 1947 |                  | opgave              |                  |
| 1948 | opgave           | opgave              |                  |
| 1950 |                  | 32e                 |                  |
| 1951 |                  |                     |                  |

| Jaar | Parijs-Roubaix | Luik-Bast.‑Luik | Parijs-Brussel | Omloop Het Volk |
| ---- | -------------- | --------------- | -------------- | --------------- |
| 1945 | 8e             |                 |                |                 |
| 1946 |                |                 | 10e            |                 |
| 1947 | 8e             | 30e             |                |                 |
| 1948 |                |                 | 39e            |                 |
| 1950 | 49e            |                 | 9e             | 4e              |
| 1951 | 48e            |                 |                |                 |